# ハワイ攻略作戦 (紺碧の艦隊)
ハワイ攻略作戦（ハワイこうりゃくさくせん）とは架空戦記『紺碧の艦隊』において西暦1941年（後世年号照和16年）12月7日から12月9日にかけてハワイとその周辺海域で行われた架空の軍事作戦である。なお、本項は基本的に原作の小説版に基づいて記述する。

## 作戦目的
この軍事作戦の目的は前世（現実世界）の真珠湾攻撃と同様にアメリカ海軍太平洋艦隊の殲滅に加えて以下の目的があった。
1. ハワイ諸島の占領
2. アメリカ戦艦群およびハワイの貯油施設にある450万バレルの石油の鹵獲

1についてはハワイ占領によって米国の注意を引きつける事により南方諸島に散在する欧米植民地の独立、長期戦に備えての日本の国力充実の為の時間を稼ぎ、ハワイに強力な戦力を展開する事によって米本土を伺う姿勢をとり、米国世論を最終的に早期停戦＝対日和睦へ誘導するねらいがあった。
2については戦艦群、石油を鹵獲＝戦力増強、資源奪取の目的があった。
ちなみに前世に於いても「ハワイ諸島の占領」が検討されたが、開戦前より犬猿の仲であった帝国陸軍の反対により実施の機会を失っている。

## 開戦前夜
前世同様に対米開戦の決定が行われた12月1日深夜、東京において大高弥三郎率いる青風会、高野五十六率いる紺碧会合同によるクーデターが発生し、翌2日に大高内閣が発足した。
6日に大高は米国に対して政権樹立およびハル・ノート受諾案としてアジア全域からの欧米勢力の撤退、撤退後の東南アジア各地での民族自決政府樹立、を要求する最後通牒を駐米大使を通じて通告した。
そして回答期限とされた日本時間12月7日午後12時になっても米国の回答はなく、開戦を迎える事となった。
前世、後に「騙し撃ち」とのそしりを受ける原因となった『駐米大使の宣戦布告遅延』が起きぬよう、クーデター成功直後の「ハル・ノート受諾案」電信と共に宣戦布告書が(宣誓条件付きで)駐米大使宛てに届けられたらしく、6日午後、駐米日本大使館での記者会見の席上、宣戦布告書を読み上げ、正々堂々と開戦する事に成功した。
また開戦と同時に帝国議会を説得し、日・独・伊三国同盟を破棄した。

## 第一段階 〜ハワイ空襲〜
開戦前の11月26日、前世同様に択捉島単冠湾を出撃していた高杉英作海軍中将率いる航空機動艦隊（以後高杉艦隊と記す、旗艦『比叡』）はハワイ時間午前2時15分、オアフ島北の海域より第一波攻撃隊180機、30分後に第二波攻撃隊167機が空母6隻から出撃させた。
攻撃隊は配備されたばかりの偵察機『星電』の天測航法を用いた誘導により順調に飛行し第一波はハワイ時間12月7日午前4時30分（日本時間12月8日午前零時）にはオアフ島に侵入、直ちにホイラー、ヒッカム等の飛行場を攻撃し、駐機していた航空機およそ230機を破壊した。一方、第二波は前述の目的のため貯油施設を除く真珠湾一帯の軍事施設、港湾施設を攻撃し破壊した。
史実と違い夜明け前に攻撃を行った理由は前述の通り最後通牒によって実質的に宣戦布告を行っているため夜が明けてからでは迎撃されて大損害が予想されるためであった。
なお、史実で真珠湾に停泊していた太平洋艦隊（戦艦8(旗艦『ウェストヴァージニア』)、巡洋艦8、駆逐艦29、他小艦艇40）は開戦日を前もって知らされていたため、攻撃の7時間前に日本の勢力圏にあるマリアナ諸島へ向けて出撃しており、この時点では損害を受ける事はなかった。
これは前世同様、日本の外交機密電が全て米国に筒抜けである事を逆利用した、紺碧会立案「12・8計画」の秘計に米国が嵌った証でもあった。

## 第二段階 〜米太平洋艦隊航空戦力殲滅〜
ハワイ攻撃の報告を受けた太平洋艦隊司令官キンメル提督は別任務のため艦隊主力と離れていた空母『エンタープライズ』を基幹とするハルゼー艦隊および『レキシントン』基幹の艦隊と合流していなかったため、ハルゼー艦隊に無線電話で連絡を取ったが、この交信は索敵中の『星電』によって傍受されており、これを利用した三角測量により日本側は2艦隊双方の位置も把握した。
『星電』からの通報を受けた高杉艦隊がハワイ攻撃から帰投した第一波攻撃隊を急行させる一方、報を傍受した日本海軍第一二潜水戦隊所属伊168潜、伊170潜、伊173潜の3隻が急行、カウアイ海峡へ敵を求めて東上していたハルゼー艦隊に攻撃を加え、航空攻撃と併せ最終的にこれを殲滅する事に成功した。この戦闘により、ハルゼーはエンタープライズと共に戦死している。
一方、『レキシントン』は運悪く紺碧艦隊と遭遇し、戦火を交える事無く雷撃によって轟沈した。なお、ハルゼー艦隊を攻撃した伊168潜には紺碧艦隊司令官前原一征少将が座乗しており、攻撃指揮を行っていた。

## 第三段階 〜艦隊決戦〜
航空戦力を殲滅され、ハルゼーが戦死した事を知ったキンメルは驚愕したが日本側の航空機は連続出撃のため弾薬を使い切っており、潜水艦に対しても本隊輪形陣によって防御できると判断、艦隊決戦で高杉艦隊を殲滅する事を決意しハワイへ引き返した。途中、戦艦群から放った水上偵察機からの報告から日本側が燃料基地の破壊を狙っていると判断し、更に民間機からの情報により迎撃のためカウアイ海峡西側へ急行した。
そして13時40分過ぎ、日米艦隊による艦隊決戦が開始された。米戦艦8に対し日本側は当初2隻（『比叡』、『霧島』）の戦艦のみだったが20分後に別働隊として派遣されていた坂元良馬中将率いる戦艦6隻を基幹とする日本主力艦隊（以後坂元艦隊と記す、旗艦『金剛』）が出現、直衛空母からの艦載機による攻撃と併せて艦砲、雷撃により戦艦以外の巡洋艦、駆逐艦、小艦艇を17時30分には全滅させていた。キンメル提督は意地を見せて突撃を命じた直後、戦艦『アリゾナ』、『オクラホマ』が紺碧艦隊の雷撃を受けて轟沈、これに驚愕したキンメル提督は降伏を決意し海戦は終わった。残存した戦艦『メリーランド』、『テネシー』、『カリフォルニア』、『ウェストヴァージニア』、『ペンシルヴェニア』、『ネヴァダ』は日本海軍に鹵獲され、後に米利蘭土型航空爆撃戦艦として改造されることとなった。

## 最終段階 〜ハワイ占領〜
太平洋艦隊の降伏から程なく、オアフ島へは輸送船団が到着し開戦前に強化拡充されていた海軍陸戦隊7000人が上陸、目標としていた貯油施設を制圧した。
更に日本側戦艦群による威嚇艦砲射撃が行われ、翌8日には残存するオアフ島守備隊に対し降伏勧告が発せられた。守備隊側は市民との協議の末、12月9日に降伏、武装解除が行われた。
なお、前述の太平洋艦隊の将兵をはじめ、守備隊将兵、更に英米系市民の希望者はそれぞれ別の輸送船でサンフランシスコへ送還されている。

## 影響、その後
太平洋の『天元』たるハワイ諸島を日本に占領され、空母2隻喪失に加え戦艦2隻を喪失し6隻を鹵獲され、真珠湾に備蓄した膨大な重油も失った事で、北部太平洋の足掛かりを失った米国は開戦初頭にして戦術的にも戦略的にも苦境に立たされる事となった。
前世は日本側の戦術不徹底により、戦力集中も米太平洋艦隊殲滅も行われず、あまつさえ大陸攻略にかまけてた陸軍の猛反対により『ハワイ諸島占領』も実施されなかったため北部太平洋に巨大な反攻拠点を残し、日本領であった南西諸島海域を危うくする要因となったが、後世では大陸閥の陸軍有力幕僚を開戦前の「クーデター」で第一線から排除し、中国戦線の縮小により陸軍兵力に余裕が出ることをみこして南方戦線に振り向ける内の一部をハワイ諸島攻略に投入出来た。
紺碧会・青風会双方が練りに練ったとはいえ、前世以上の博打に近かった『ハワイ諸島占領作戦』の成功は、米国の策源地攻略より絶大な効果を発揮、半年分の艦隊行動用の燃料だけでなくより米国本土に近い良好な設備を持つ泊地を手に入れたことにより、(前世とは異なる)「より良い敗北」を前提とした対米『防衛』戦争のための貴重な「時間」を稼ぐという大戦略を成功させた。

## メディア毎の相違
日本攻撃隊の夜間発艦
原作では飛行甲板に蛍光塗料を用いた発光帯を設置して攻撃隊を発艦させているがOVA版では照明灯を焚いて発艦させている。
真珠湾への航空攻撃
原作では主力艦艇は真珠湾に全く無いがOVA版ではドック入りしている大型艦艇が有り艦攻の雷撃によって艦尾付近にダメージを負っている。
帝国海軍艦載機の特徴
原作、コミック共に指摘は無かったが、OVA版ではハワイ攻撃に参加した高杉・坂本両艦隊空母の艦載機は艦攻・艦爆共に前世『夜間迷彩』と言われた暗色系塗装(艦攻→暗緑色、艦爆→暗灰色)で統一されていた。早朝奇襲を行う高杉艦隊所属機は分かるが坂本艦隊所属機も夜間迷彩を施していたのは秘密裏にハワイ諸島北西海域に両艦隊は進出していたので、高杉艦隊に遅延や不測の事態が起きた際の予備部隊としても坂本艦隊は機能していたようだ。
ハルゼー艦隊への攻撃
原作、コミックでは通常型潜水艦と航空機の合同攻撃で殲滅しているがOVA版では紺碧艦隊と遭遇して雷撃で殲滅されたように描写されている。
艦隊決戦
原作では日本側が先制砲撃を行っているがOVA版ではアメリカ側が先制砲撃を行ったように描写されている。